# Maria Teresa d'Asburgo (regina 1638)
Maria Teresa d'Asburgo, anche chiamata Maria Teresa d'Austria, soprattutto nella storiografia francese (in spagnolo: María Teresa de Austria; in francese: Marie Thérèse d'Autriche) (San Lorenzo de El Escorial, 10 settembre 1638 – Versailles, 30 luglio 1683), era figlia del re Filippo IV di Spagna e di Elisabetta di Francia. Dalla nascita ebbe i titoli di infanta di Spagna e del Portogallo e di arciduchessa d'Austria; probabile erede al trono spagnolo, venne destinata col Trattato dei Pirenei (1659) in moglie a Luigi XIV di Francia, suo cugino di primo grado da parte sia di padre sia di madre: sua madre era infatti la sorella di Luigi XIII, mentre suo padre era il fratello di Anna d'Austria, la madre di Luigi XIV. In quanto figlia di Filippo IV e nonna del Duca d'Angiò, il futuro re di Spagna Filippo V, Maria Teresa fu il punto di passaggio tra gli Asburgo e i Borbone, che sono ancora oggi sovrani di Spagna tre secoli dopo l'ascesa al trono di Filippo.

## Biografia

### Infanzia in Spagna
Maria Teresa era l'ottava figlia di Filippo IV di Spagna, e della sua prima moglie, Elisabetta di Francia. Fu l'unica dei figli della coppia a raggiungere l'età adulta. Fu battezzata dal cardinale Gaspar de Borja y Velasco. I suoi padrini erano Francesco I d'Este, duca di Modena, e Maria di Borbone, principessa di Carignano. Sua madre scelse santa Teresa per proteggere la figlia minore da una serie di parti prematuri.
Fu allevata dalla governante reale Luisa Magdalena de Jesus. Fu educata in modo molto rigoroso e religioso secondo le linee della Controriforma cattolica e ricevette un'educazione relativamente modesta. Tre francescani vegliarono l'uno dopo l'altro sulla sua educazione. All'età di cinque anni fu affidata a padre Jean de la Palme, poi ad André de Guadalupe e infine ad Alfonso Vázquez, che la accompagnò in Francia.
Sua madre, molto sofferente per la lontananza dal suo paese natale, descrisse alla giovane infanta le bellezze della Francia. Le promise che avrebbe sposato suo cugino Luigi XIV. Il 6 ottobre 1644 la regina morì di parto e lasciò un immenso vuoto nel cuore della figlia.
La morte di Baltasar Carlos d'Austria, il 9 marzo 1646, fece di Maria Teresa l'erede presunta al trono di Spagna e dei suoi possedimenti coloniali. Poiché la corona spagnola (a differenza di quella francese) non era vincolata alla legge salica, Filippo IV temeva che l'assenza di un erede maschio potesse causare profondi problemi che avrebbero portato alla destabilizzazione della monarchia cattolica. Si risposò poi nel 1649 con la nipote Maria Anna d'Austria, unione destinata a proseguire l'alleanza matrimoniale e politica tra gli Asburgo d'Austria e gli Asburgo di Spagna. La vicinanza dell'età tra Maria Anna e Maria Teresa favorì un profondo affetto e amicizia tra loro.
Il 12 luglio 1651 la nuova regina diede alla luce Margherita Teresa d'Austria. Maria Teresa divenne la sua madrina e le due sorelle rimasero molto legate, in particolare per corrispondenza, fino alla morte di Margherita Teresa nel 1673.
La nascita del fratellastro Filippo Prospero segnò una svolta per l'Infanta, che non era più l'erede presunto al trono di Spagna e si trovò in seconda posizione. I suoi rapporti con la matrigna diventano quindi tesi e tra le due principesse nacque una rivalità.

## Matrimonio con Luigi XIV

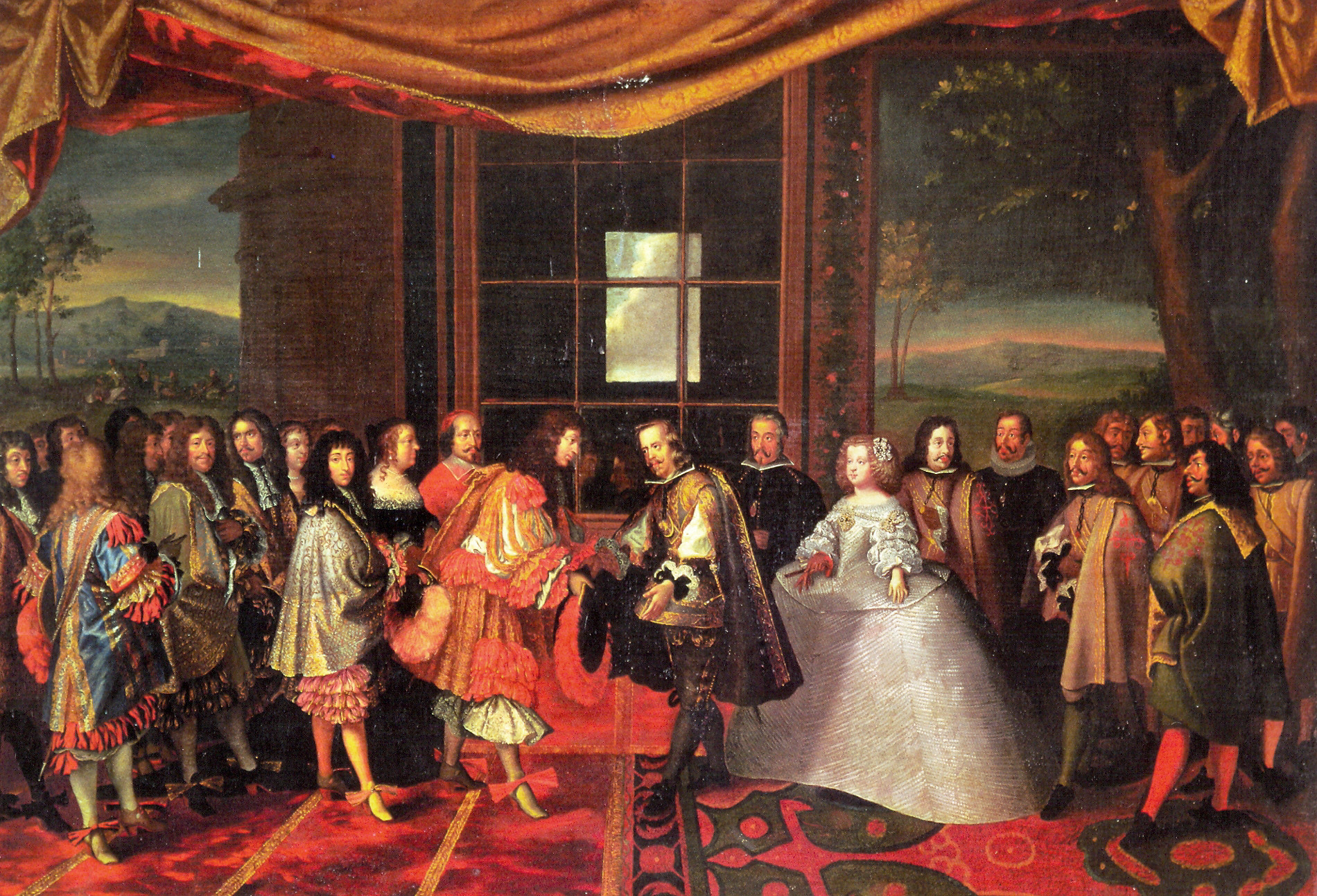
Maria Teresa consegnata a suo marito, Luigi XIV, sull'isola dei Fagiani

### Trattato dei Pirenei
Per gli stessi motivi che portarono il padre a risposarsi all'interno della Casa d'Asburgo, Maria Teresa fu un tempo promessa al cugino (e fratello della suocera), Ferdinando IV d'Asburgo.
Tuttavia, i capricci della politica impedirono a questa unione di avere successo. In effetti, il Regno di Spagna e il Regno di Francia erano in guerra dal 1635. Nel 1658, mentre la guerra con la Francia stava per finire, fu proposta un'unione tra le due famiglie come mezzo per garantire la pace. Il re di Spagna tardò a realizzare questo progetto; Giulio Mazzarino, cardinale e primo ministro di Luigi XIV, diffuse la voce che il re di Francia intendeva sposare Margherita Violante di Savoia. Quando Filippo IV seppe di un incontro a Lione tra le case di Francia e Savoia nel novembre 1658, esclamò, parlando dell'unione franco-savoiarda, che "non può essere e non sarà". Filippo IV inviò quindi un ambasciatore alla corte francese, che disse a Mazzarino: "Il matrimonio sabaudo non è degno del re di Francia, Filippo IV re di Spagna propone sua figlia, l'infanta Maria Teresa che ha tutte le qualità per diventare la moglie di Luigi XIV". Francia e Spagna aprirono quindi i negoziati per la pace e un matrimonio reale.
Pur rimanendo una potenza europea di prim'ordine, la Spagna impoverita non riuscì a vincere durante i negoziati e fu costretta a firmare il Trattato dei Pirenei (1659). Diego Velázquez, dipinse un ritratto dell'Infanta che fu poi inviato alla Corte di Francia.

### Nozze
L'Infanta si sposò per procura il 3 giugno 1660 a Hondarribia. Il 7 giugno suo padre e l'intera corte spagnola la accompagnarono all'Isola dei Fagiani, un'isola nel fiume Bidasoa che fungeva da confine tra Francia e Spagna. Incontrò suo marito per la prima volta lì, così come la corte francese.
Maria Teresa salutò quindi suo padre, sapendo entrambi che non si sarebbero più rivisti. Ma il re di Spagna insistette con la figlia sul fatto che ora era francese in questi termini: "Devi dimenticare che eri un infante per ricordare solo che sei regina di Francia".
Il matrimonio di Luigi XIV e Maria Teresa avvenne il 9 giugno 1660, nella chiesa di Saint-Jean-Baptiste a Saint-Jean-de-Luz.
Mentre Luigi XIV voleva consumare rapidamente il matrimonio dopo la cena, espresse prima la sua esitazione alla suocera Anna d'Austria sull'andare a letto immediatamente con suo marito. Ma dopo che la coppia arrivò alla casa designata, la sposa annunciò che il re la stava aspettando e, già semisvestita, esortò le sue dame di compagnia a finire di spogliarla. La mattina dopo, i due coniugi sembravano completamente soddisfatti.
La nuova regina aveva precedentemente rinunciato ai suoi diritti sulla Corona di Spagna. Il suo status di erede era decaduto dalla nascita del fratellastro Filippo Prospero. Tuttavia, la sua dote di 500.000 corone d'oro, "pagabili in tre rate", era la condizione per rendere definitiva la rinuncia ai suoi diritti sulla monarchia cattolica. La cosa non essendo risolta, la Francia ritenne quindi che i diritti Maria Teresa fossero ancora validi, il che provocò la Guerra di Devoluzione (1667-1668).
Più tardi, dopo il suo matrimonio, un giorno a Maria Teresa fu chiesto se avesse sentito inclinazioni femminili quando era ancora in Spagna. "No, certo che no," rispose candidamente, "c'era un solo re ed era mio padre!" ".
Maria Teresa e Luigi ebbero sei figli:
1. Luigi di Francia, il Grande Delfino (1661-1711), delfino di Francia. Padre di Luigi, Delfino di Francia (1682-1712), Filippo V di Spagna (1683-1746) e di Carlo, duca di Berry (1686-1714);
2. Anna Elisabetta di Francia (18 novembre 1662 - 30 dicembre 1662), morta a un mese e mezzo;
3. Maria Anna di Francia (16 novembre 1664 - 26 dicembre 1664), morta a un mese e mezzo;
4. Maria Teresa di Francia (2 gennaio 1667 - 1 marzo 1672), Madame Royale, morta a cinque anni;
5. Filippo Carlo di Francia, Duca d'Angiò, ( (5 agosto 1668 - 10 luglio 1671), morto a due anni;
6. Luigi Francesco di Francia, Duca d'Angiò, (14 giugno 1672 - 4 novembre 1672), morto a quattro mesi.

## Regno
Il 26 agosto 1660 la coppia reale entrò a Parigi, dove la regina fu accolta dalla nobiltà, dignitari ecclesiastici e professori della Sorbona. Giunta alla corte di Francia, la suocera (e zia paterna), Anna d'Austria, la prese sotto la sua ala protettrice. Maria Teresa imparò da lei la professione di regina, i costumi francesi e il francese. Maria Teresa mantenne comunque un forte accento spagnolo fino alla fine della sua vita.
La regina madre si prese cura della giovane regina come se fosse sua figlia e cercò di proteggerla dagli intrighi di corte. Si sviluppò una stretta amicizia reciproca. Maria Teresa si ritirava spesso nella cerchia della suocera, dove poteva parlare in spagnolo e bere cioccolata calda, lontana dallo sguardo curioso della corte. Insieme pregavano, si dedicavano alle opere di beneficenza, donazioni per i poveri e visitavano monasteri e chiese.
La prima volta che la regina vide la Reggia di Versailles fu il 25 ottobre 1660. A quel tempo, era solo una piccola residenza reale che era stata la residenza di caccia di Luigi XIII, non lontano da Parigi.
Durante i primi mesi il matrimonio sembrava felice e Luigi XIV prestò molte attenzioni alla moglie, ma alla fine si stancò e, a poco a poco, il re si limitò a scambiare solo un dialogo superficiale con lei. Inoltre la regina stentava ad abituarsi alla corte di Francia, dove il galateo era molto diverso da quello di Madrid, cosa che la spinse ad isolarsi.
All'inizio del 1661, con grande gioia della corte francese, Maria Teresa rimase incinta. Rimaneva la maggior parte del tempo nel suo letto e si spostava esclusivamente su una portantina. La regina, infatti, aveva paura di morire come sua madre, morta a seguito di un aborto spontaneo.
Purtroppo, durante l'estate del 1661, Luigi XIV approfittò dell'immobilità della moglie e si avvicinò alla cognata, Enrichetta d'Inghilterra, prima di cadere sotto l'incantesimo di una delle sue favorite: Louise de La Vallière. Dapprima cercarono di nasconderle le infedeltà del marito per evitare un litigio in piena gravidanza, ma, sospettando che stesse succedendo qualcosa, la regina riuscì a forza di domande a far confessare uno dei suoi servi. Si lamentò quindi con Anna d'Austria che intervenne presso il re, senza successo.
Il giorno della nascita del Delfino di Francia, in Spagna morì il suo fratellastro Filippo Prospero ma fortunatamente per la monarchia cattolica, la regina diede alla luce sei giorni dopo un figlio, Carlo II. Tuttavia, il nuovo erede era malaticcio.
La regina si dedicava alla cura dei malati, dei poveri e degli indigenti; frequento’ in particolare l'ospedale di Saint-Germain-en-Laye. Concedette addirittura doti alle figlie di nobili impoveriti. Nonostante la sua devozione, Maria Teresa non trascurava il suo ruolo di regina; fu l'ultima regina di Francia a guidare il corteo monarchico.
Luigi XIV continuò le sue relazioni extraconiugali e Maria Teresa non volle restare a guardare. Era solita usare i suoi servi, in particolare i suoi servi spagnoli, per spiare il re e scoprire così come si recava dalle sue amanti. La prima dama di compagnia di Maria Teresa, Suzanne de Navailles cercò quindi di impedire al re di avere accesso alla camera da letto delle sue amanti, arrivando persino a posizionare sbarre agli ingressi segreti delle camere da letto. Luigi XIV si infuriò e la bandì dalla corte, nonostante le forti proteste di Maria Teresa e Anna d'Austria.
Il 17 settembre 1665 morì Filippo IV, lasciando il trono al figlio Carlo II. Luigi XIV colse l'occasione per chiedere una quota dell'eredità (Guerra di Devoluzione). Infatti, poiché la dote di Maria Teresa non era stata pagata, si riteneva che la regina avesse ancora diritti di successione al trono di Spagna. Maria Teresa approvava e non sembrava preoccupata dal fatto che la Francia stesse dichiarando guerra al suo paese natale.
La morte di Anna d'Austria il 20 gennaio 1666 fu un duro colpo per lei: la Regina perse così un sostegno significativo a corte. Ogni volta che si verificava una discussione all'interno della coppia reale, la regina madre si schierava spesso dalla parte della nuora.
Maria Teresa soffrì ancora di più per gli adulteri del re; dalla morte di Anna d'Austria, Luigi XIV non volle più preoccuparsi di nascondere le sue avventure agli occhi della regina, in particolare da quando il re cadde nell'autunno del 1666 sotto l'incantesimo di Madame de Montespan. Il suo orgoglio, la sua arroganza e la sua arguzia contrastavano con la personalità della prima amante, la sensibile Louise de La Vallière, che evitava ad ogni costo di ferire la regina.
Iniziò quindi un periodo di convivenza tra la regina e le due favorite. Luigi XIV costrinse Maria Teresa a prendere Louise de La Vallière e Madame de Montespan come dame di compagnia. Inoltre, viaggiava apertamente con sua moglie e le due amanti. Di fronte a questo spettacolo, il popolo mormorava, beffardo o angosciato: "Il re accompagna le tre regine". Maria Teresa utilizzò a ogni occasione i privilegi dovuti al suo rango per rendere la vita difficile alle sue rivali.
Soffrì anche, dal 1667, delle successive legittimazioni dei figli naturali del marito e rimproverò ripetutamente il marito per la sua condotta, ma senza successo.
La notte del 1 marzo 1672 trovò la sua unica figlia sopravvissuta tutta sudata. La piccola morì poco dopo tra le sue braccia, portata via dalla tubercolosi; fu l'ennesimo colpo per la sovrana. Durante la guerra olandese del 1672, Luigi XIV le affidò le redini del potere. Durante la reggenza, Maria Teresa riceveva lettere dal re, in cui la teneva informata dell'avanzata delle truppe e poi trasmetteva la notizia ai ministri. Assunse la funzione di supremo ordinatore delle finanze dello Stato, arruolava truppe e riceveva gli ambasciatori e le corrispondenze dei monarchi stranieri. La regina presiedeva anche il Consiglio dei ministri.
I suoi contemporanei rimasero stupiti dalla regina durante la reggenza. Jacques Bénigne Bossuet disse: "Quella reggenza durò poco ma servì a dimostrare l'abilità della Regina negli affari, e tutta la fiducia che il Re aveva in lei".
Nel 1673, si ribellò a Luigi XIV, che intendeva licenziare il suo intero seguito spagnolo. Alla fine ottenne il diritto di mantenere solo una delle sue dame spagnole, grazie all'inaspettato sostegno della sua rivale, Madame de Montespan.
Nel 1674, con grande stupore della Corte, Louise de La Vallière, convertita e pentita, chiese pubblicamente perdono prima di ritirarsi nel convento carmelitano di Faubourg Saint-Jacques. La regina, misericordiosa, accettò le sue scuse. La Regina si recò spesso a visitarla.
La gelosia di Maria Teresa per le favorite del marito lasciò gradualmente il posto alla rassegnazione ed essa finì per chiudersi in sé stessa. Sopportò dignitosamente la sua sorte e non fece più scenate al marito, che continuò a farle tutti gli onori dovuti alla sua posizione e fece in modo che Madame de Montespan non le mancasse di rispetto. La regina si rifugiò nella religione e si recò sempre più al Carmelo di Sainte-Thérèse, che aveva fondato nel 1664.
L'affare dei veleni scoppiò nel 1679, causando preoccupazione in Madame de Montespan e altre donne dell'alta nobiltà. La corte sussurrava che Madame de Montespan avrebbe partecipato a messe nere e che avrebbe tentato di attentare alla vita del re. Fu creata la Camera Ardente e la vicenda fu soppressa. Con grande sollievo di Maria Teresa, la marchesa cadde gradualmente in disgrazia dopo più di dieci anni di regno informale.
Il 7 marzo 1680, il re sposò frettolosamente il Delfino con Maria Anna di Baviera senza consultarlo, perché era innamorato di un'altra donna. Maria Teresa si infuriò, perché voleva che il figlio sposasse Maria Antonia d'Austria, figlia della sua sorellastra, l'imperatrice Margherita Teresa. La regina divenne allora gelosa della nuora, tanto più che trovò i festeggiamenti dati per il matrimonio molto più sfarzosi.
Dall'estate del 1680, sotto l'influenza di Madame de Maintenon, Luigi XIV si riavvicinò alla moglie, che aveva pubblicamente trascurato. "La regina sta molto bene a corte", osservò Madame de Sévigné. Maria Teresa, sopraffatta dalla felicità e commossa dalle attenzioni inaspettate del volubile marito, disse: “Dio ha suscitato Madame de Maintenon per restituirmi il cuore del re! Non mi ha mai trattato con tanta tenerezza come da quando l'ha ascoltato!". In segno di riconoscimento, la regina fu molto benevola nei confronti di Madame de Maintenon.
Il 6 maggio 1682 la Corte si trasferì definitivamente a Versailles.

## Morte
Il 20 luglio 1683, al ritorno da un giro reale delle fortezze costruite da Vauban, le venne scoperto un ascesso al braccio sinistro. Il 30 luglio, alle 3 del pomeriggio la regina morì senza aver avuto il tempo di somministrarle l'estrema unzione. Le sue ultime parole furono: “Da quando sono diventata regina, ho avuto un solo giorno felice”. Luigi XIV avrebbe detto di questa morte: «Questo è il primo problema che lei mi ha dato.».
Marc-Antoine Charpentier compose un grandioso affresco musicale per il suo funerale (H.409, H.189, H.331). Lully suonò il suo Dies irae e il suo De profundis, Bossuet pronunciò la sua orazione funebre. Poco più di due mesi dopo queste grandi cerimonie, il re sposò segretamente la sua ultima amante, che soprannominò in privato "Saint Françoise": Madame de Maintenon.
Durante la rivoluzione, le tombe reali furono aperte e saccheggiate, e le spoglie sepolte in una fossa comune fuori dalla chiesa. Durante la Restaurazione borbonica, dopo il 1815, le ossa e le ceneri sepolte nelle due fosse esterne alla basilica furono recuperate e, non più assegnabili per nome, furono sepolte insieme in un ossario della cripta.
Dopo la morte della regina, l'atmosfera a corte cambiò radicalmente; i festeggiamenti si fecero meno frequenti e gradualmente scemarono e, sotto l'influenza di Madame de Maintenon, la Corte diventa molto più pia e severa. La duchessa d'Orleans, Elisabetta Carlotta di Baviera, si lamentò di questa situazione nelle sue lettere.

## Profilo

### Personalità
Maria Teresa era timida, caritatevole, avida e superstiziosa. Dal carattere discreto, trascorreva la maggior parte del suo tempo libero con le sue dame che la seguirono dalla Spagna, i suoi nani, i suoi cagnolini e la sua cioccolata. Indossava tacchi altissimi per compensare la sua bassa statura, ma che spesso la facevano cadere, eppure si ostinava a indossarli, il che le procurava lo scherno dei cortigiani.
A differenza del marito, non era interessata alla politica, alle belle arti e alla letteratura; preferiva atti di devozione e giocare a carte con le sue dame di compagnia. Il suo gusto per il gioco divenne gradualmente una dipendenza, e iniziò a perdere somme considerevoli, costringendo a volte l'intervento di Luigi XIV.
Maria Teresa era innamorata di Luigi XIV e fece di tutto per essere una moglie devota. Si piegò alla moda della Corte di Francia per compiacere il re e lo seguì nei suoi viaggi. Luigi XIV era grato per la sua fedeltà e anche al culmine delle sue relazioni sentimentali, le mostrò molta amicizia e finiva sempre le sue notti nel suo letto. Inoltre, ad ogni festa la coppia reale apriva il ballo con pochi passi di danza, anche se Maria Teresa si ritirava rapidamente a causa della sua goffaggine.
Nonostante la sua timidezza, la regina non si lasciò intimidire. Si oppose alla cognata e, sebbene per lo più seguisse le decisioni del re, quando queste andavano contro i suoi interessi, si arrabbiava. Inoltre resistette come meglio poté alle amanti del marito ricordando il suo rango e le sue origini.
Prese sul serio il suo ruolo di madre, cosa rara all'epoca. Sostenne Jacques Bénigne Bossuet, incaricato dell'educazione del Delfino, come testimonia la loro corrispondenza: "Non tollerate nulla, signore, nella condotta di mio figlio, che possa ferire la santità della religione che professa, e la maestà del trono al quale è destinato”.
La regina temeva gli spiriti. Di notte, anche con il re al suo fianco, una donna le raccontava favole della buonanotte e le teneva la mano tutta la notte. Questa donna rimaneva presente anche quando il re voleva adempiere al suo dovere coniugale.
Il re di Francia aveva assoluta fiducia in sua moglie, che sapeva essere leale. A differenza di altre regine di origine straniera, come Anna d'Austria in gioventù, Maria Teresa non complottò mai contro gli interessi della Francia.

### Fisico
Maria Teresa era una donna paffuta, ma che rientrava completamente negli standard di bellezza dell'epoca, vale a dire pelle chiara e capelli biondi. Grazie alla madre, di famiglia borbonica, sfuggì ai tipici tratti del viso asburgici spagnoli determinati da generazioni di matrimoni consanguinei (prognatismo asburgico). La regina aveva i denti marci poiché le piaceva mangiare dolci e bere cioccolata calda.
A differenza degli altri figli legittimi di Filippo IV che soffrivano di malattie ereditarie, godeva di buona salute che mantenne fino alla morte.

## Cultura popolare
La sua prima apparizione in un'opera cinematografica è avvenuta in Si Versailles m'tait conté..., dove è stata interpretata da Jany Castel.
Nel 2000, è interpretata dall'attrice Nathalie Cerda nel film Vatel, un banchetto per il re, di Roland Joffé. La regina è stata interpretata anche dall'attrice francese Elisa Lasowski nella serie televisiva Versailles nel 2015.
È stata anche dipinta molte volte nella sua veste di Infanta di Spagna e poi di Regina di Francia. I dipinti più famosi sono i ritratti realizzati da Diego Velázquez nei primi anni del 1650. Uno di questi dipinti era stato inviato ad Anna d'Austria per mostrarle che aspetto avesse la sua giovane nipote. Questi ritratti sono esposti nei più grandi musei del mondo, come il Metropolitan Museum of Art di New York, il Philadelphia Museum of Art o il Louvre di Parigi.

### Louise Marie Thérèse
Secondo un'ipotesi elaborata da scrittori del XIX secolo, tra cui Victor Hugo, Maria Teresa era la madre di una suora nera, Louise Marie Thérèse, conosciuta come la Mauresse de Moret. Affermava di essere di sangue reale e questa donna ricevette molti onori da Luigi XIV per essere una semplice suora. La teoria è che la terza figlia della regina, Maria Anna di France, fosse nera. Il padre sarebbe stato un nano nero della regina, "Nabo". Per nascondere lo scandalo, la ragazza viene dichiarata morta ma in realtà venne affidata a un convento.
Tuttavia, è ormai accettato che Maria Teresa non potesse essere la madre della Mauresse de Moret. Infatti, con l'educazione molto severa e religiosa che ricevette, era impensabile per lei avesse un figlio con qualcuno che non fosse il re. Inoltre, i parti delle regine avvenivano in pubblico e nessun ambasciatore straniero menzionava una ragazza nera. È ovvio che se la regina avesse davvero partorito una bambina di colore, la notizia si sarebbe diffusa in tutta Europa attraverso quest'ultimo.
In realtà, Maria Anna è nata in seguito a un parto molto difficile per la regina. A seguito di un litigio con Luigi XIV, partorì all'ottavo mese di gravidanza il 16 novembre 1664. La piccola principessa, molto debole e prematura, era violacea a causa di difficoltà respiratorie (che è all'origine delle voci secondo cui sarebbe stata nera). Sia la madre che la figlia soffrirono di violente convulsioni. Si temette allora che le due principesse morissero, ed infine la piccola Maria Anna morì per un attacco epilettico.

## Ascendenza
|                        |                    |                             | Genitori                  |  |  | Nonni |  |  | Bisnonni             |  |  | Trisnonni         |  |
|                        |                    |                             |                           |  |  |       |  |  | Filippo II di Spagna |  |  | Carlo V d'Asburgo |  |
|                        |                    |                             |                           |  |  |       |  |  | Filippo II di Spagna |  |  | Carlo V d'Asburgo |  |
|                        |                    | Isabella di Portogallo      |                           |  |  |       |  |  | Filippo II di Spagna |  |  |                   |  |
| Filippo III di Spagna  |                    |                             |                           |  |  |       |  |  | Filippo II di Spagna |  |  |                   |  |
|                        |                    | Anna d'Austria              | Massimiliano II d'Asburgo |  |  |       |  |  |                      |  |  |                   |  |
|                        |                    | Anna d'Austria              | Massimiliano II d'Asburgo |  |  |       |  |  |                      |  |  |                   |  |
|                        |                    | Anna d'Austria              | Maria di Spagna           |  |  |       |  |  |                      |  |  |                   |  |
| Filippo IV di Spagna   |                    | Anna d'Austria              |                           |  |  |       |  |  |                      |  |  |                   |  |
|                        |                    | Carlo II d'Austria          | Ferdinando I d'Asburgo    |  |  |       |  |  |                      |  |  |                   |  |
|                        |                    | Carlo II d'Austria          | Ferdinando I d'Asburgo    |  |  |       |  |  |                      |  |  |                   |  |
|                        |                    | Carlo II d'Austria          | Anna Jagellone            |  |  |       |  |  |                      |  |  |                   |  |
| Margherita d'Austria   |                    | Carlo II d'Austria          |                           |  |  |       |  |  |                      |  |  |                   |  |
|                        |                    | Maria Anna di Baviera       | Alberto V di Baviera      |  |  |       |  |  |                      |  |  |                   |  |
|                        |                    | Maria Anna di Baviera       | Alberto V di Baviera      |  |  |       |  |  |                      |  |  |                   |  |
|                        |                    | Maria Anna di Baviera       | Anna d'Austria            |  |  |       |  |  |                      |  |  |                   |  |
| Maria Teresa di Spagna |                    | Maria Anna di Baviera       |                           |  |  |       |  |  |                      |  |  |                   |  |
|                        | Antonio di Borbone | Carlo IV di Borbone-Vendôme |                           |  |  |       |  |  |                      |  |  |                   |  |
|                        | Antonio di Borbone | Carlo IV di Borbone-Vendôme |                           |  |  |       |  |  |                      |  |  |                   |  |
|                        | Antonio di Borbone | Francesca d'Alençon         |                           |  |  |       |  |  |                      |  |  |                   |  |
| Enrico IV di Francia   | Antonio di Borbone |                             |                           |  |  |       |  |  |                      |  |  |                   |  |
|                        |                    | Giovanna III di Navarra     | Enrico II di Navarra      |  |  |       |  |  |                      |  |  |                   |  |
|                        |                    | Giovanna III di Navarra     | Enrico II di Navarra      |  |  |       |  |  |                      |  |  |                   |  |
|                        |                    | Giovanna III di Navarra     | Margherita d'Angoulême    |  |  |       |  |  |                      |  |  |                   |  |
| Elisabetta di Francia  |                    | Giovanna III di Navarra     |                           |  |  |       |  |  |                      |  |  |                   |  |
|                        |                    | Francesco I de' Medici      | Cosimo I de' Medici       |  |  |       |  |  |                      |  |  |                   |  |
|                        |                    | Francesco I de' Medici      | Cosimo I de' Medici       |  |  |       |  |  |                      |  |  |                   |  |
|                        |                    | Francesco I de' Medici      | Eleonora di Toledo        |  |  |       |  |  |                      |  |  |                   |  |
| Maria de' Medici       |                    | Francesco I de' Medici      |                           |  |  |       |  |  |                      |  |  |                   |  |
|                        |                    | Giovanna d'Austria          | Ferdinando I d'Asburgo    |  |  |       |  |  |                      |  |  |                   |  |
|                        |                    | Giovanna d'Austria          | Ferdinando I d'Asburgo    |  |  |       |  |  |                      |  |  |                   |  |
|                        |                    | Giovanna d'Austria          | Anna Jagellone            |  |  |       |  |  |                      |  |  |                   |  |
|                        |                    | Giovanna d'Austria          |                           |  |  |       |  |  |                      |  |  |                   |  |

## Titoli e trattamento
- 10 settembre 1638 - 1º dicembre 1640: Sua Altezza Reale, Doña Maria Teresa d'Austria, infanta di Spagna e Portogallo e arciduchessa d'Austria.
- 1º dicembre 1640 - 9 giugno 1660: Sua Altezza Reale, Doña Maria Teresa d'Austria, infanta di Spagna, arciduchessa d'Austria.
- 9 giugno 1660 - 30 luglio 1683: Sua Maestà, la Regina.